# Ålasjön, Halland
Ålasjön är en sjö i Falkenbergs kommun i Halland och ingår i Ätrans huvudavrinningsområde. Sjön har en area på 0,112 kvadratkilometer och ligger 90,5 meter över havet. Sjön avvattnas av vattendraget Musån.

## Delavrinningsområde
Ålasjön ingår i det delavrinningsområde (632077-131580) som SMHI kallar för Ovan Musån. Medelhöjden är 103 meter över havet och ytan är 2,06 kvadratkilometer. Det finns ett avrinningsområde uppströms, och räknas det in blir den ackumulerade arean 12,25 kvadratkilometer. Musån som avvattnar avrinningsområdet har biflödesordning 3, vilket innebär att vattnet flödar genom totalt 3 vattendrag innan det når havet efter 28 kilometer. Avrinningsområdet består mestadels av skog (86 %). Avrinningsområdet har 0,11 kvadratkilometer vattenytor vilket ger det en sjöprocent på 5,4 %.